# Cispinilus
Cispinilus is een monotypisch geslacht van spinnen uit de  familie van de kraamwebspinnen (Pisauridae).

## Soorten
- Cispinilus flavidus Simon, 1910